# 青鋒飛彈
青鋒飛彈（Ching Feng），是由中華民國國防部的國家中山科學研究院（中科院）於1970年代研製，類似前蘇聯FROG-7砲兵飛彈以及美國MGM-52長矛飛彈的戰術短程彈道飛彈（SRBM），短翼的配置設計使他更像FROG-7飛彈。而研發之初完全是為了台灣自製中程彈道飛彈的技術做儲備工作。青鋒飛彈之後，天馬飛彈的計劃幾乎同時展開。

## 概述
青鋒飛彈是一個使用液態燃料火箭引擎的戰區短程地對地彈道飛彈。它可能以美國MGM-52長矛導彈為藍本研製，兩者具有極其相似的尺寸和能力。據認為，該型飛彈於1982年進入服役，作為常規的防禦性平臺，旨在捍衛臺灣來自中共的入侵。
青峰的設計採用了單級液態燃料飛彈，可攜帶270公斤高爆炸藥（HE）或核子彈藥的有效載荷。最大的攻擊距離被認為是130公里（81英里）。發射重量僅1500公斤，6.4米長、0.6米寬，這使得飛彈的移動相對方便，使它成為快速部署的理想選擇。當前操作狀態未知。

## 歷史

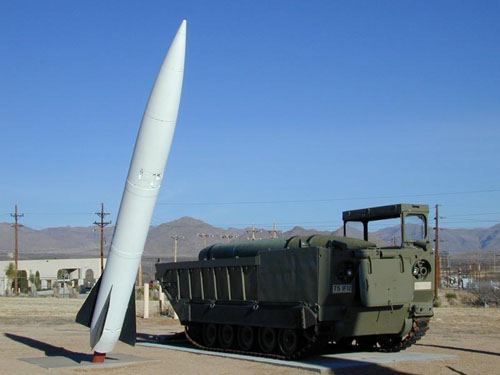
美國長矛飛彈-台灣短程地對地飛彈的參考範本

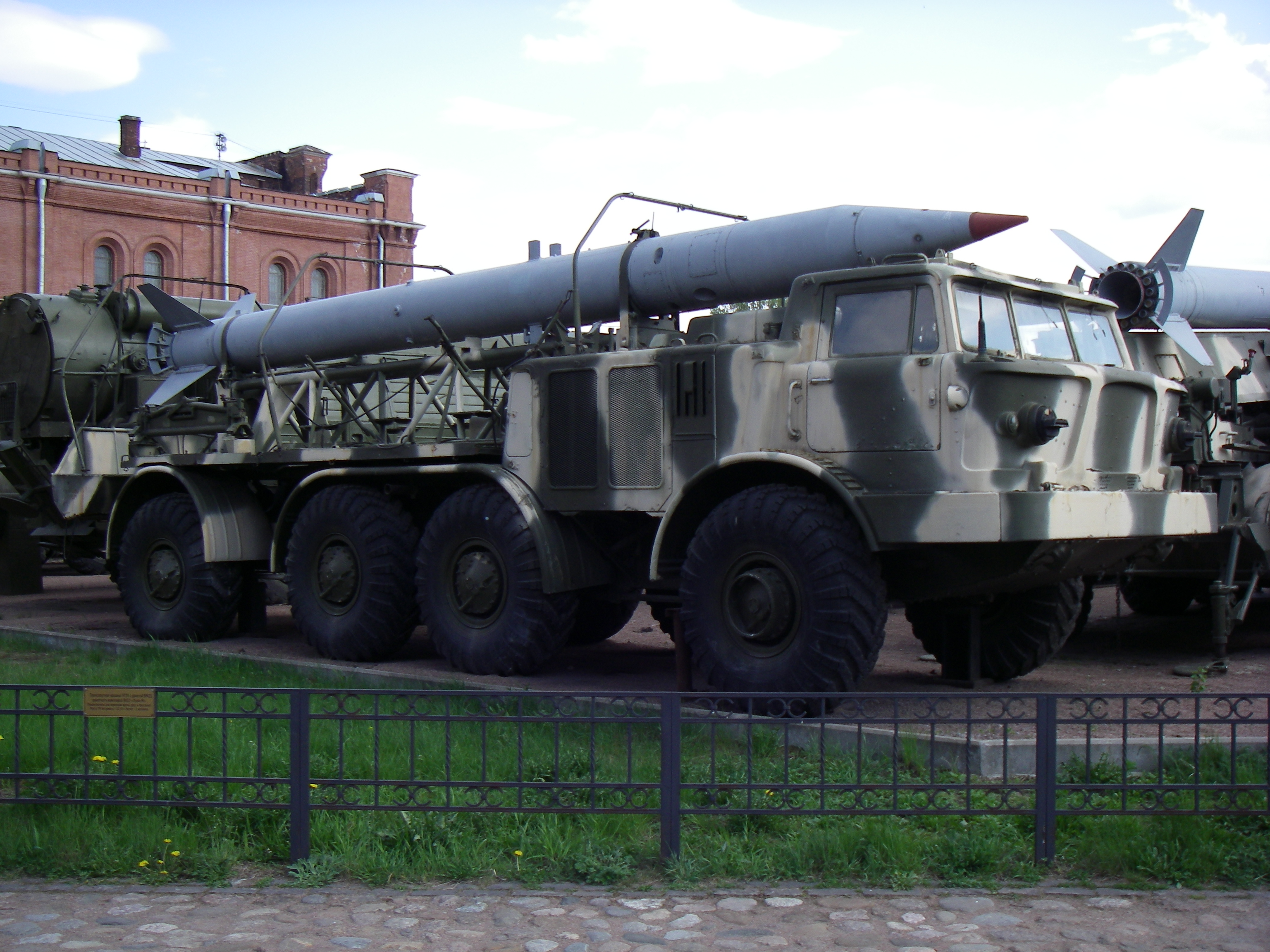
前蘇聯Frog 7砲兵飛彈-台灣短程地對地飛彈的參考範本

台灣於1970年代開始研發飛彈。1976年，隸屬於中華民國國防部的中山科學研究院設立"青峰計劃管制室"，規劃發展射程達300公里的青峰地對地飛彈。經過數年的研發，台灣首先研製出工蜂四型多管火箭，於1980年代初研製出青峰地對地飛彈。
青鋒飛彈首次發表於1981年中華民國建國七十年的雙十節國慶閱兵大典，代號「漢武演習」；中華民國國軍在該年典禮上的地面部隊分列式中，展示此款新武器裝備，是台灣第一次公開的地對地彈道飛彈。後進行了試射，但其射程僅100公里，由於未達300公里的預期目標，加上美國施壓，最後沒有展開生產和部署。此後，台灣曾試圖發展射程更遠的地對地飛彈，但由於美國的反對，被迫暫時擱置地對地飛彈發展計劃，轉而發展其他用途的飛彈。
飛彈出現二十年之後，中科院曾經在內部刊物中指明青鋒飛彈有來自以色列的協助，而以色列一向具備大量俄系武器的改良經驗，飛彈的研發，其中都帶有蘇聯風格，透過以色列而傳到台灣。英國詹氏年鑑（Jane's）1980年代曾經推測過青鋒飛彈的研發過程受到以色列大量的技術支援，進而研製。

## 設計與性能
- 尺寸
  - 彈體全長6.15公尺
  - 翼展1.4公尺
  - 彈徑0.56公尺
- 發射重量-1520公斤
- 彈頭重-450公斤
- 最大速度-3.0Mach
- 彈道最高-約46公里
- 動力-液態燃料火箭引擎
- 有效射程-60~130公里
- 導引系統-慣性導引
- 最大射程彈著誤差-約370公尺

## 結果
於國慶日閱兵典禮中亮相，但最後因美國的壓力和國防政策的轉變，連同當時的天馬計劃一起終止。

## 外部連結
- 12枚地對地飛彈　台灣復仇武器 （页面存档备份，存于）
- 以色列──武器現代化專家 （页面存档备份，存于）